# Porta Apostolorum
Porta Apostolorum (česky Brána apoštolů) byl benediktinský klášter v Postoloprtech, který vznikl před rokem 1119 a zanikl v roce 1420. Benediktinský konvent Porta apostolorum byl nejstarší (při problematické existenci benediktinského konventu v Mnichově Hradišti), ale i největší konvent na území litoměřické diecéze, která svým teritoriem zahrnuje severní Čechy. Název měl získat podle soch dvanácti apoštolů, kteří zdobili vchod do objektu. Poprvé se později ustálený název Porta apostolorum objevuje v roce 1251.

## Založení kláštera

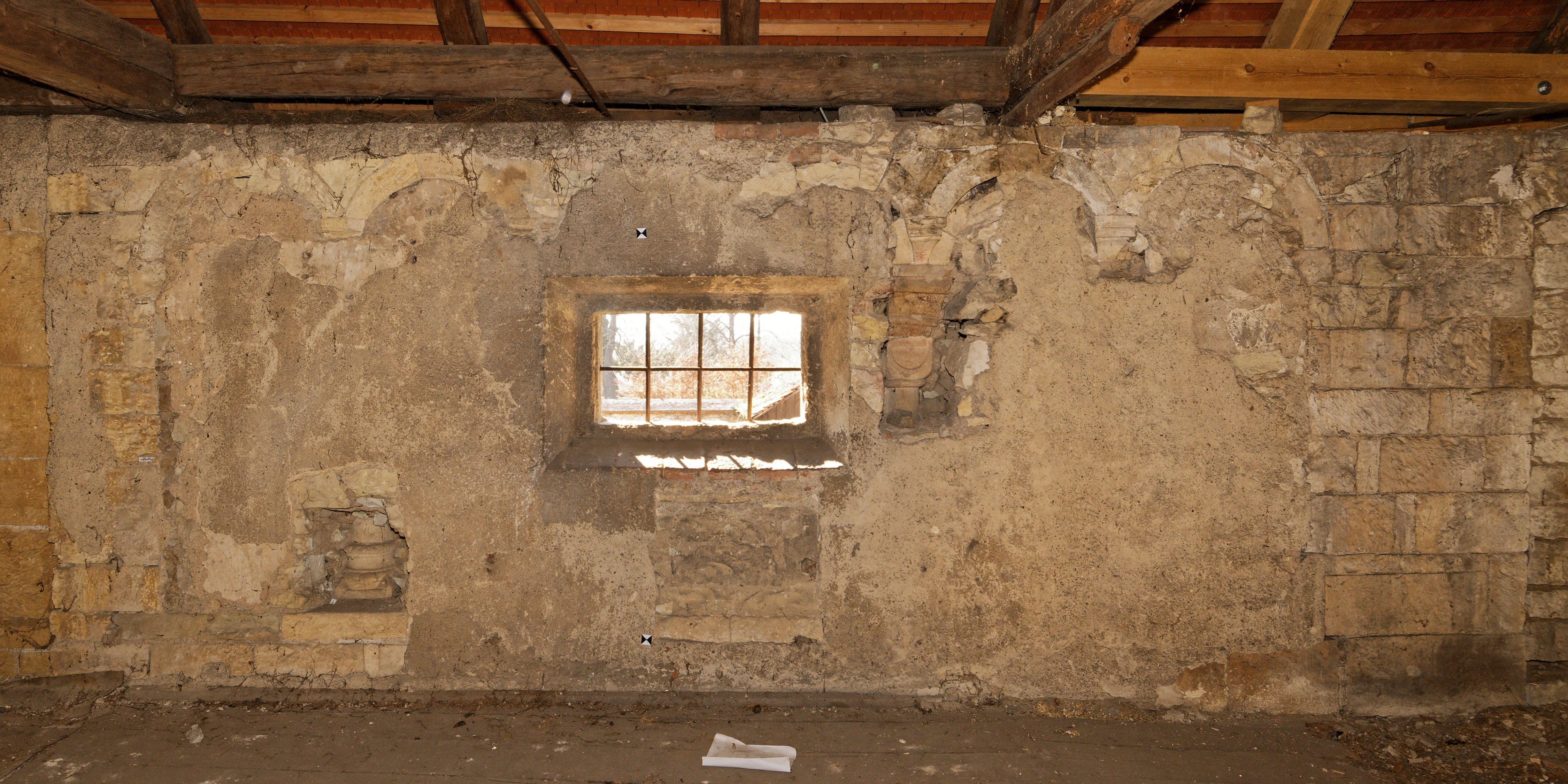
Postoloprty, šestidílné románské okno z 12. století v hospodářské budově postoloprtského děkanství.

První, kdo existenci kláštera zmínil, byl kronikář Kosmas, který začal psát svou kroniku kolem roku 1119. Při vyprávění pověsti o Durynkovi a Neklanovi uvádí, že přemyslovský legendární kníže Neklan "... vystavěl na rovině nový hrad Drahúš na břehu řeky Ohře u vsi Postoloprt, kde je nyní viděti klášter Panny Marie". Jeden z Kosmových pokračovatelů, uváděný v literatuře jako Mnich sázavský, zapsal, že 12. června 1147 zemřel pátý postoloprtský opat Jistislav, kterého vystřídal Bero, děkan sázavského kláštera.
Známa je pak neúplná řada postoloprtských infulovaných opatů, potvrzovaných a uváděných většinou pražskými biskupy až do zničení kláštera roku 1420.
Zakladatele kláštera nelze s jistotou určit. Starší literatura předpokládala, že to mohl byl některý z Vršovců, od nichž odvozovali svůj původ Sekerkové ze Sedčic, kteří měli v klášteře rodinnou hrobku.
Pravděpodobnější však je, že klášter byl panovnickou lokací. Ve 13. a 14. století spadal klášter pod královský patronát. Králové Václav I., Karel IV. a Václav IV. v klášteře několikrát pobývali a vydali pro něj významná privilegia. Jako možní lokátoři kláštera přicházejí v úvahu – s ohledem na historické souvislosti – zejména Vratislav II. nebo jeho syn Vladislav I.

## Lokalizace kláštera

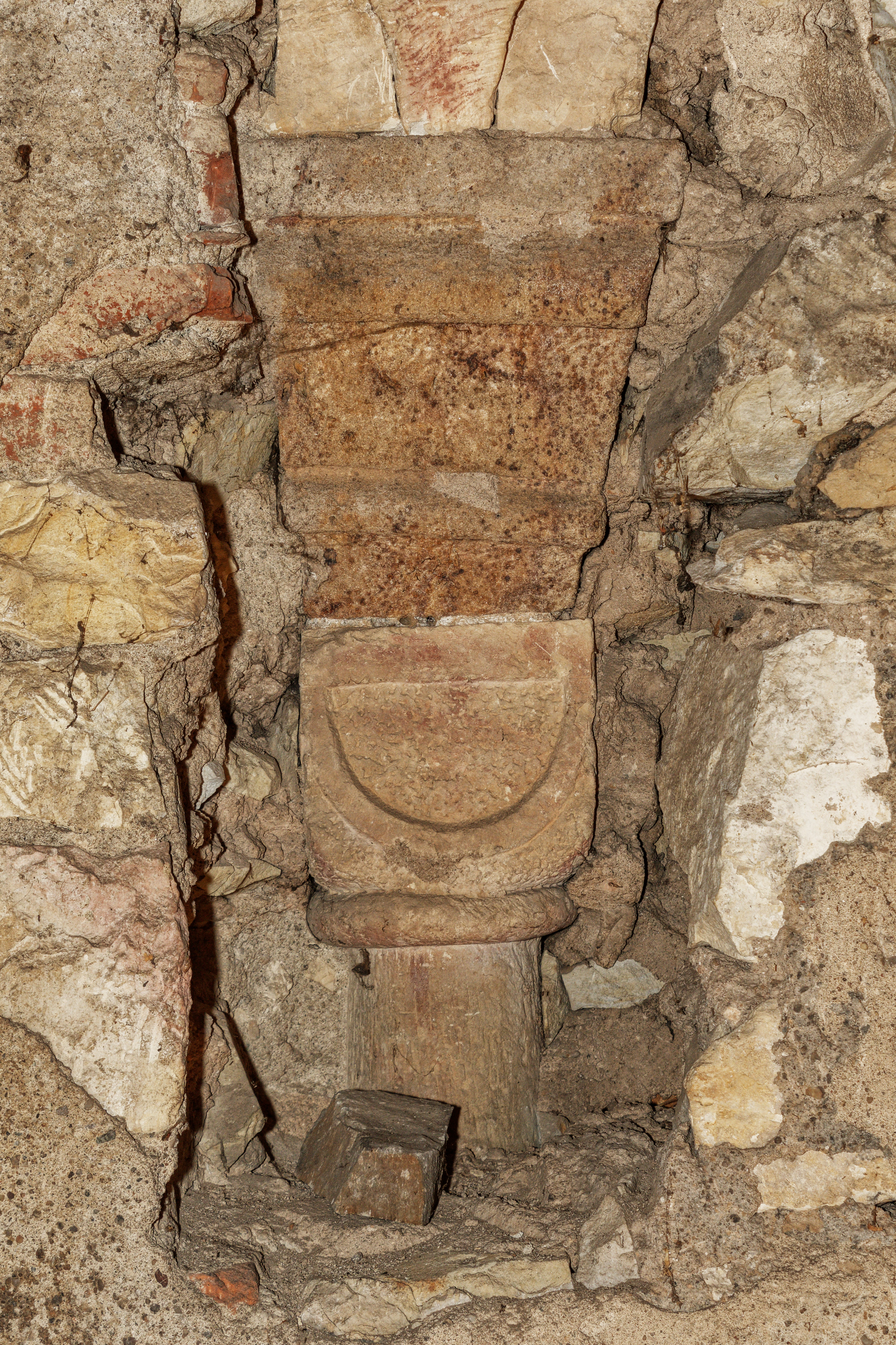
Hlavice sloupku jednoho ze sdružených oken

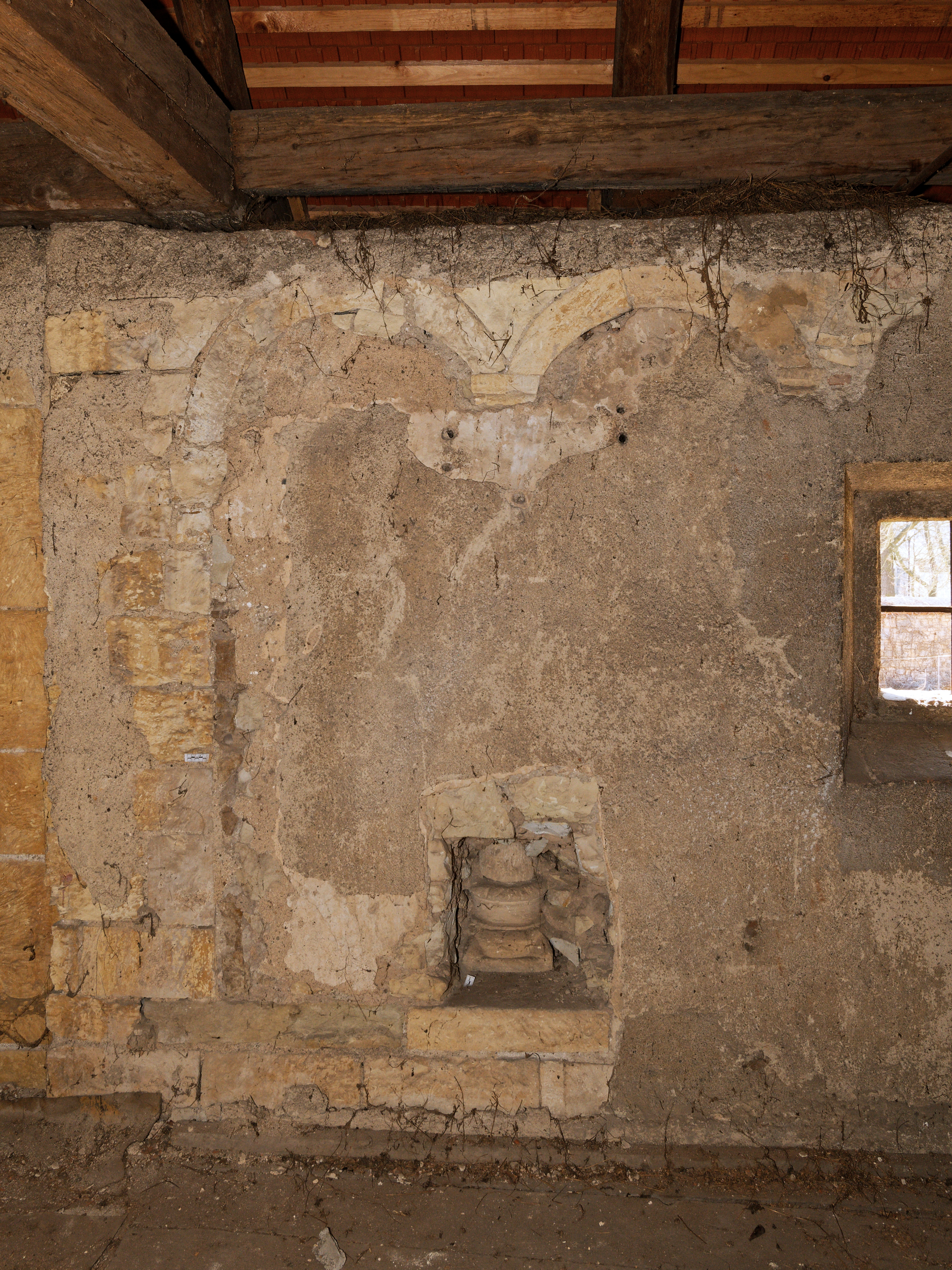
Patka sloupku jednoho ze sdružených oken

Starší literatura místo, kde klášter stával, kladla na slovanské hradiště Drahúš. Opírala se při tom o informace schwarzenberského archiváře Johanna Weselého. Ten popsal vykopávky, které byly na Drahúši provedeny v roce 1890 v okolí tehdejší hájovny, dnes čp. 93. Nalezeny byly tehdy údajně zděné základy staveb, kousky kovu a lidské kosti. Z Weselého publikace vycházela i pozdější literatura, naposledy ještě Pocheho kompendium českých památek. Novodobí autoři přirozeně nemohli znát účetní knihu Loun z druhé poloviny 15. století, kterou v roce 1979 editoval Jaroslav Vaniš. Město Louny se po husitských válkách postoloprtského klášterního panství zmocnilo a půdu pronajímalo. Roku 1453 pronajalo háj Drahúš jakémusi Vacovi a téhož roku zaplatil nejmenovaný rybář ze Skupic značnou částku za seno z Drahúše. Tato skutečnost existenci rozsáhlých zbytků kláštera na Drahúši třicet let po jeho zničení prakticky vylučuje. Není však vyloučené, že na Drahúši stával opatský palác, o kterém zpráva z roku 1386 uvádí, že stával mimo areál kláštera.
V roce 1981 došlo k objevu, který teorii o umístění kláštera na Dragúši vyvrátil. Tehdejší postoloprtský děkan P. Rudolf Prey objevil v patře hospodářské budovy, sousedící s děkanstvím čp. 124, neobvyklé architektonické články. Přivolaný odborník Petr Sommer na místě konstatoval existenci šestidílného románského okna a dalších románských prvků z poloviny 12. století. Klášter tedy stál v místech dnešního zámku a kostela Nanebevzetí Panny Marie.
V letech 1985–1986 se upravoval zámecký park, což umožnilo lounskému okresnímu muzeu v součinnosti s Okresním archivem v Lounech provést zde záchranný archeologický průzkum. Jihovýchodně od zdi, oddělující areál děkanství od zámeckého parku, byly nalezeny základy tří místností, z nichž do jedné vedly schody. Výsledkem průzkumu byl rovněž nález množství železných hrotů šipek pocházejících z dobývání kláštera, množství keramických střepů a jedna mince z 12. století. Vykopány byly také pozůstatky nebožtíků ze hřbitova při kostele sv. Františka, který stál opodál.

## Stavební podoba pozůstatku kláštera
Hospodářská budova děkanství vykazuje čtyři stavební etapy. Nejstarší část tvoří zbytek zdiva v patře probíhající směrem od východu na západ, ukončený severozápadním nárožím původní budovy. Tvoří ho nízké dlouhé kvádříky. Zdivo obsahuje románské okénko s půlkruhovým záklenkem. Tuto část lze rámcově datovat na přelom 11. a 12. století. Na ni navazuje přístavek se šesteronásobnám sdruženým oknem uzavřený protějším nárožím. S ohledem na příbuznost postoloprtského sdruženého okna s okny v bazilice svatého Jiří na Pražském hradě, vzniklými po roce 1142, lze postoloprtský nález rovněž datovat do této doby. Třetí etapa zdiva je zbytkem kostela sv. Františka Serafínského, postaveného po polovině 15. století, do jehož hmoty bylo románské zdivo převzato. Konečně chronologicky čtvrtá část stavby pochází z 18. století, kdy byla hospodářská budova postavena.

## Historie

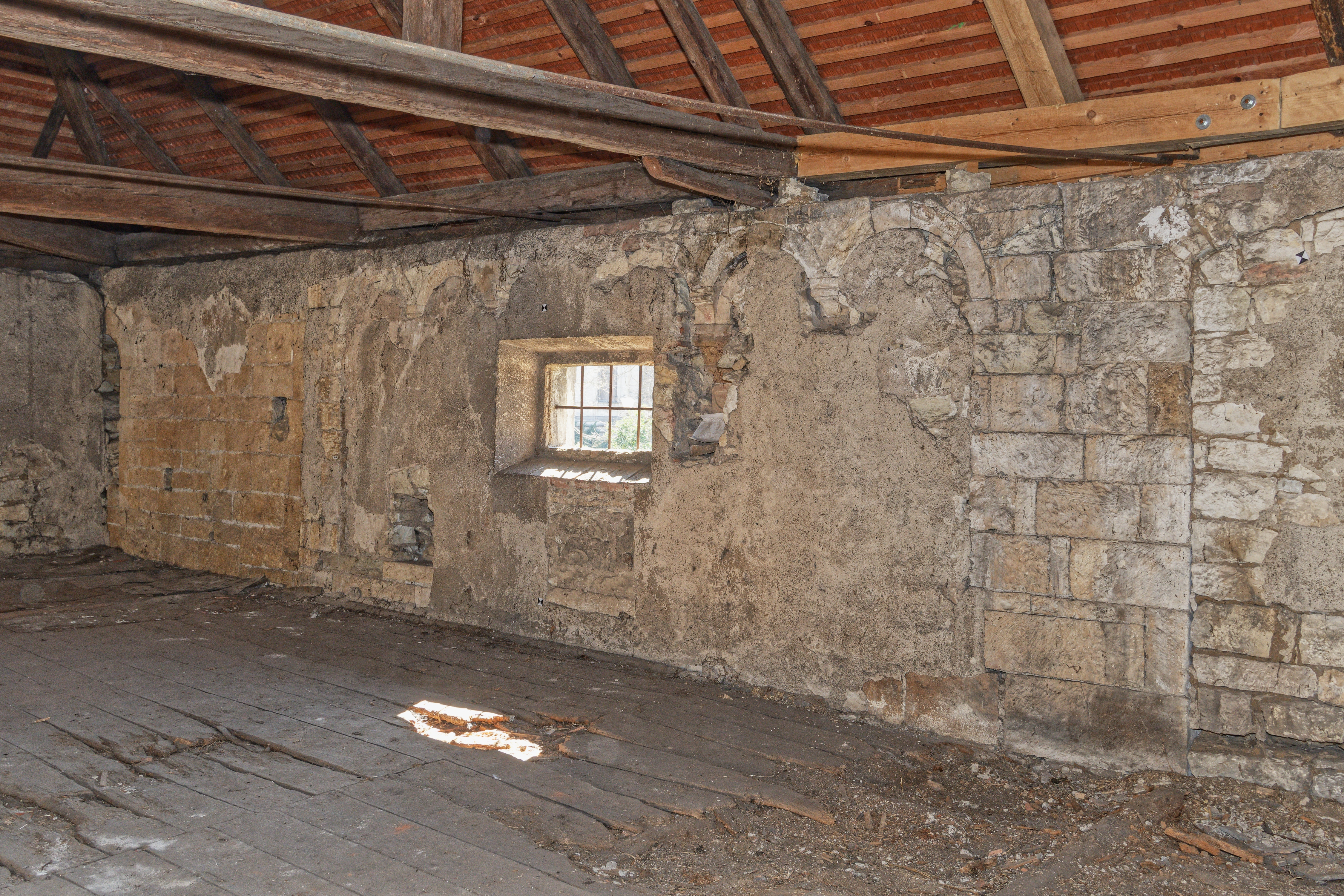
Celkový pohled na stěnu se dvěma stavebními fázemi

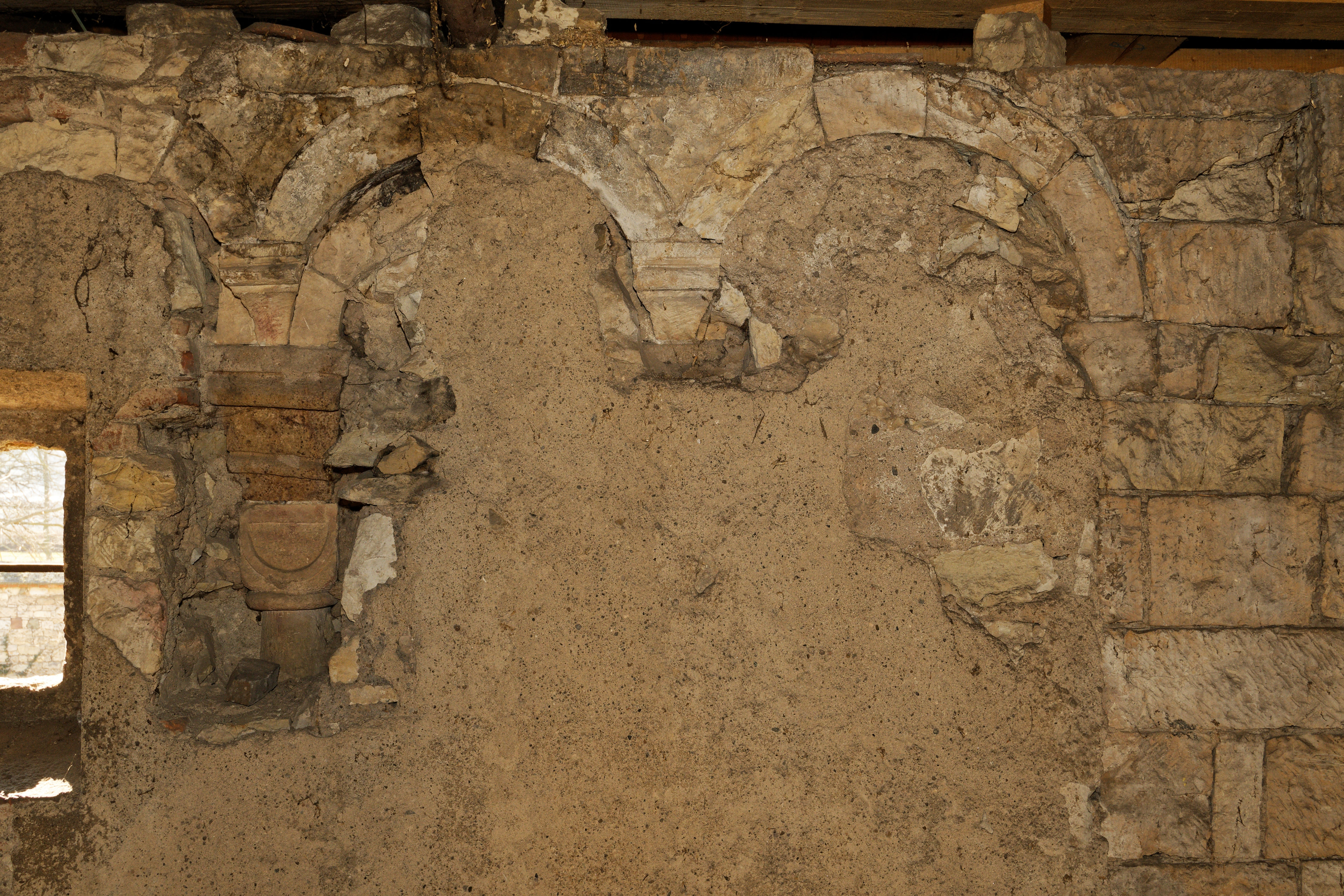
Detail jednoho ze sdružených oken

Postupem času se Porta stala jedním z nejvýznamnějších klášterů v Čechách. Panovníci ho vybavili různými výsadami. Král Přemysl Otakar I. potvrdil konventu všechna jeho bohatá nadání i exempci (vynětí) ze soudní světské pravomoci. Václav I. tato práva potvrdil opatu Teodorichu ze Šelmberka. V roce 1356 vydal Karel IV., s ohledem na zadluženost kláštera, pro klášter privilegium. Osvobodil ho v něm od zemské daně a od povinnosti platit clo za dříví dovážené po Ohři. Postupem času se klášter stal velkou pozemkovou vrchností. Před husitskými válkami mu jen na Lounsku patřily vesnice (nebo jejich části) Březno, Břvany, Levonice, Malnice, Počerady, Seletice, Skupice, Vrbka, Výškov, Lenešice, Kamenná Voda a městečko Postoloprty. Kromě toho měl klášter několik proboštství: v Žatci, ve Slavětíně, Klášterci nad Ohří, Břvanech a v Teplicích. Ve slavětínském kostele se dochoval jedinečný soubor nástěnných fresek pořízených konventem. Jedno z polí znázorňuje benediktinské mnichy. Zřejmě nedlouho po jeho založení byl v areálu kláštera postaven kostel svatého Ondřeje, poprvé doložený v roce 1369.
Z opatů se v písemných pramenech nejvýrazněji projevuje Berthold, který funkci zastával nejpozději od roku 1237 do roku 1262. Patřil do užšího okruhu Václava I., což dokládá skutečnost, že přivěsil svou pečeť jako svědek na několik listin, které panovník na různých místech vydal. V roce 1240 se však Berthold dostal do sporu s papežským legátem pro Čechy, v důsledku čehož ho papež Řehoř IX. exkomunikoval. Tři roky nato však byla exkomunikace zrušena. V roce 1257 ho Řehořův nástupce, Alexandr IV., jmenoval do sboru soudců, kteří měli rozsoudit spor dvou českých církevních institucí. Epigrafická památka v podobě vezděného kamene na věži kostela v Lenešicích hlásala, že ji v roce 1262 nechal postavit právě Berthold. Roku 2008 se věž zřítila, ale kámen se dochoval.
Významný byl rovněž opat Jan (1318), který uzavřel s benediktinským klášterem ve Vilémově úmluvu o bratrství, podle něhož si měly oba konventy vzájemně ve všem vypomáhat, vyměňovat řeholníky, obsazovat prebendy atd. Roku 1320 potvrdil týž opat rodu Sekerků ze Sedčic, hlásících se k Vršovcům jako ke svým předkům (stejný znak), že mají "v našem klášteře" starou rodinnou hrobku.

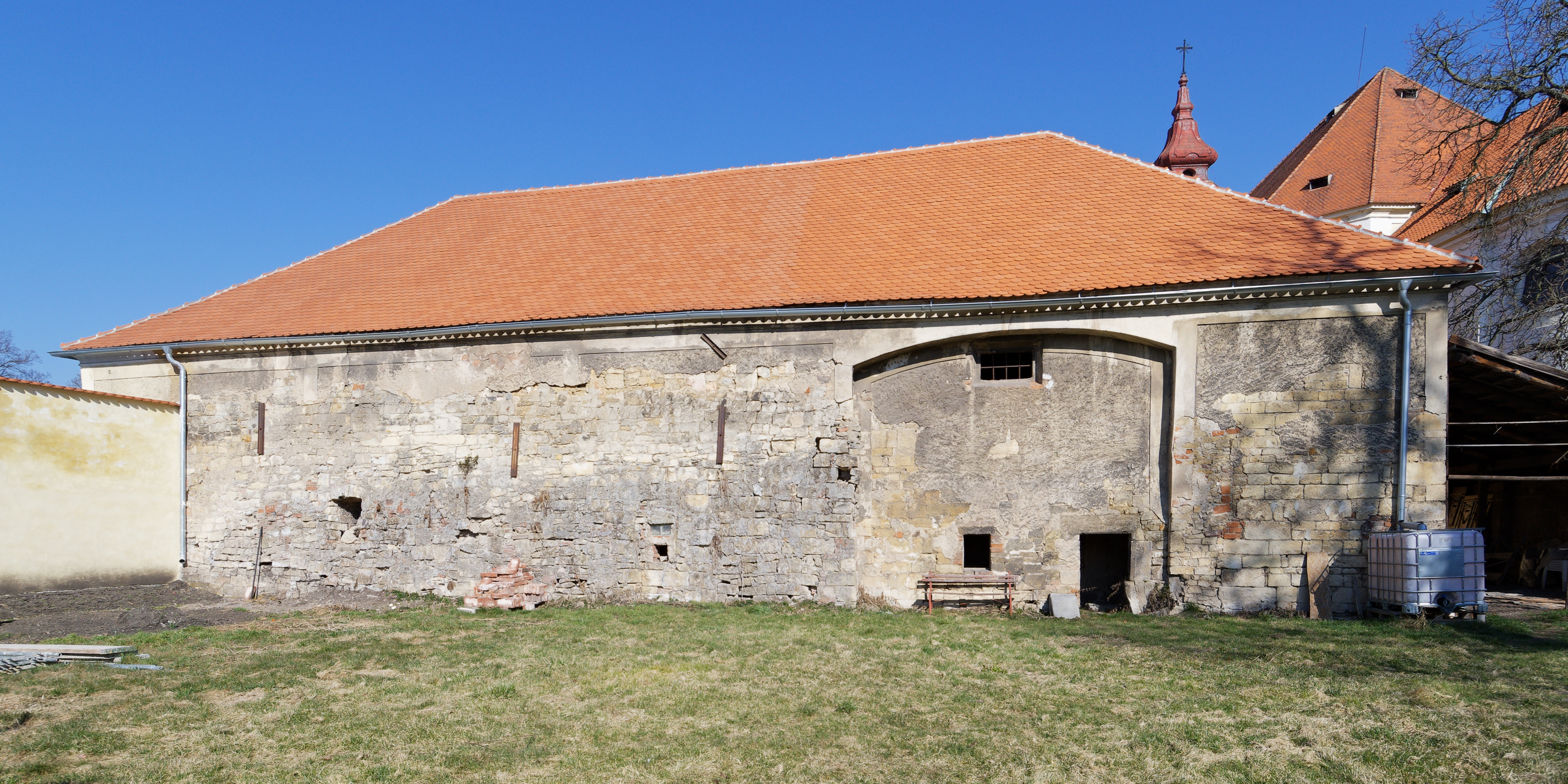
Zadní (jihovýchodní) trakt hospodářské budovy děkanství s vnější stěnou zdi, na jejíž vnitřní straně jsou románské architektonické články

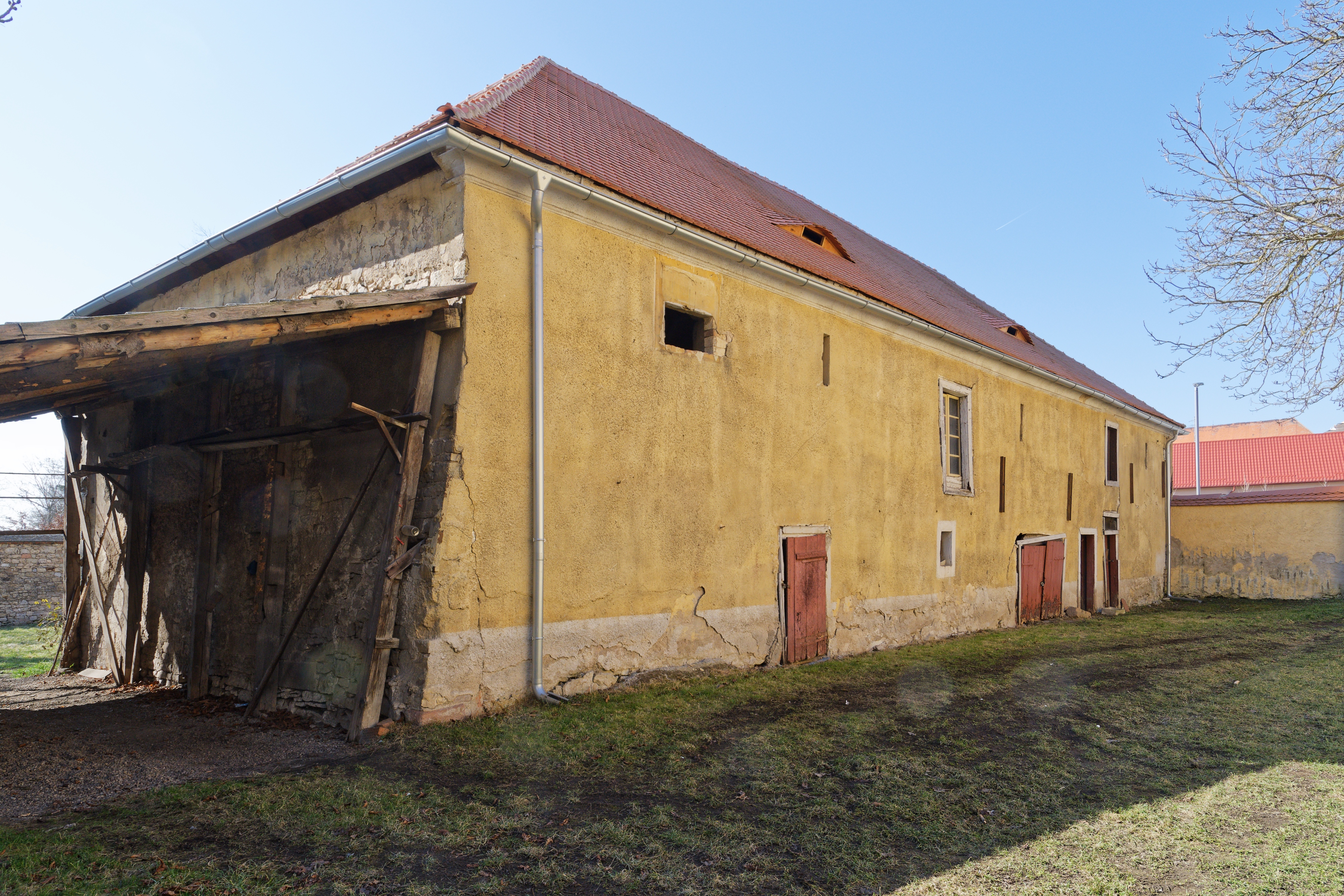
Přední (severozápadní) trakt hospodářské budovy děkanství

Opati měli právo mitry a berly, jak je i patrno ze zachované pečeti z roku 1325, na níž je zobrazen infulovaný opat, mající v jedné ruce berlu, v druhé knihu. V obrazu je ještě Panna Marie s Ježíškem a napravo od ní sv. Benedikt, zakladatel řádu, nalevo sv. Scholastika, jeho sestra. Podle opisu je jasné, že konvent byl zasvěcen Panně Marii. Klášter byl také významným kulturním centrem s nadregionálním významem.
Sousedství kláštera a Loun občas přinášelo majetkové spory. Svědčí o tom tři klášterem vydané listiny z let 1346, 1358 a 1412, uložené ve Státním okresním archivu v Lounech. Dvě z nich jsou opatřeny opatovými pečetěmi. Vesměs se týkají sporu o louku v prostoru i v současnosti nazývaném Kujmo mezi Louny a Březnem.
Zánik kláštera přineslo husitství. V květnu 1420 se u Smolnice sešli radikální husité z Lounska, Žatecka a Slánska, vedení hejtmany Závišem Bradatým a Petrem Obrovcem.  Než 24. května dorazili do Prahy, oblehli klášter, který mniši již opustili. Podle soudobého kronikáře Vavřince z Březové byl klášter vybaven obránci. Husité na komplex zaútočili, utrpěli však ztráty. Nakonec došlo mezi obránci a útočníky k dohodě, že obránci mohou klášter opustit s koňmi a zbraněmi. Husité pak klášter zapálili. "A tak pro prudkost požáru bylo ohněm škodlivě a šeredně spáleno mnoho rozličných převzácných knih, ornátů a jiných kněžských rouch s klenoty a jiným nesčíslným majetkem, protože nemohl být vynesen ven." Požár  zcela zničil kostel i klášter, kde shořelo nenahraditelné kulturní bohatství (knihovna, archiv, obrazy atd.) Např. za opata Jana II. se roku 1405 připomíná zdejší velmi bohatá knihovna se vzácnými rukopisy, která podle Bohuslava Balbína (Bohemia Sancta 125) měla největší počet rukopisů v zemi. Podle Augusta Sedláčka zbývalo z bývalého konventu roku 1692 ještě poslední staré stavení, v němž byla škola, a kostel sv. Františka.

## Další osudy
Existence konventu však formálně trvala i po roce 1420. Když v roce 1423 zemřel opat Jan, který spolu s ostatními mnichy z kláštera včas odešel, byl na jeho místo administrací Arcibiskupskpství pražského, sídlícího tehdy v Žitavě, ustanoven Jan Polomec. Posledním postoloprtským opatem byl v roce 1428 zvolený Bohuslav ze Žďáru. Mniši se do klášterních ruin již nikdy nevrátili. V lounských městských knihách se ale dlouho do 16. století jako synonymum k Postoloprtům objevuje pojmenování Klášter. Postoloprtští řeholníci nalezli útočiště v broumovském klášteře. Ještě na konci 19. století se zde měla nacházet malá oltářní menza, kterou si postoloprtští benediktini s sebou do Broumova přivezli. V 18. století byl opatřen malbou, znázorňující narození Ježíše Krista. Na opakované dotazy v 90. letech a v roce 2020 klášter odpověděl, že mu o menze není nic známo.

## Odraz v literatuře
Básnickou sbírku s názvem Porta Apostolorum vydal jako svoji prvotinu v roce 1932 Josef Klein (1910–1994), který v té době učil v Postoloprtech. Linoryty ji doprovodil František Koubek. Závěr stejnojmenné básně zní následovně:
tam nedaleko uzřel jsem o Božím Těle znova
babočku,
usedla knězi na ramena, když nesl monstranci,
přijal jsem vonnou hostii tvého ducha
a dnes odcházeje hnětu vzpomínky bez pojmu času v podivný tvar:
Porta Apostolorum.

## Galerie

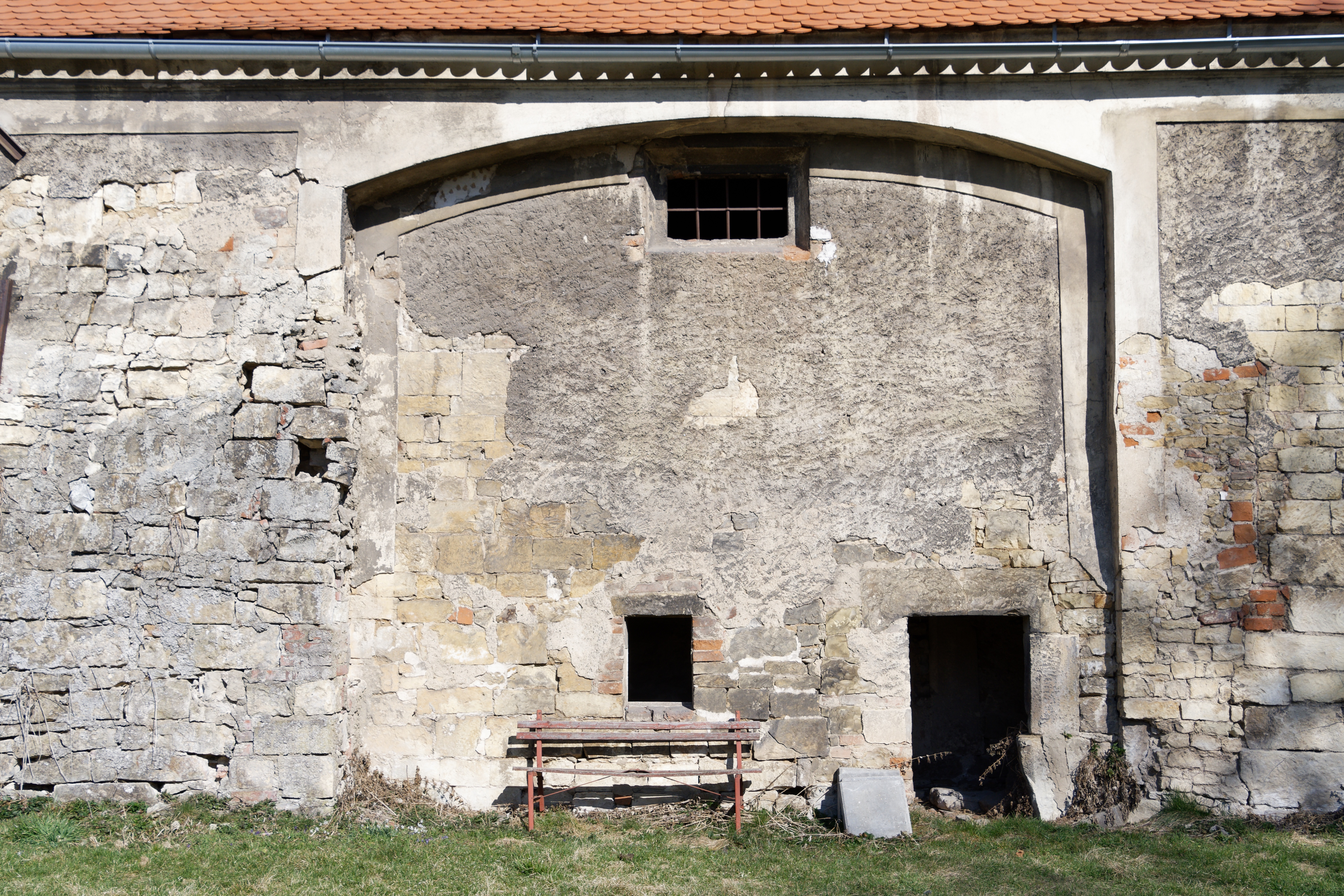
Detail zbylých architektonických článků po kostele sv. Františka v jihovýchodní zdi hospodářské budovy děkanství
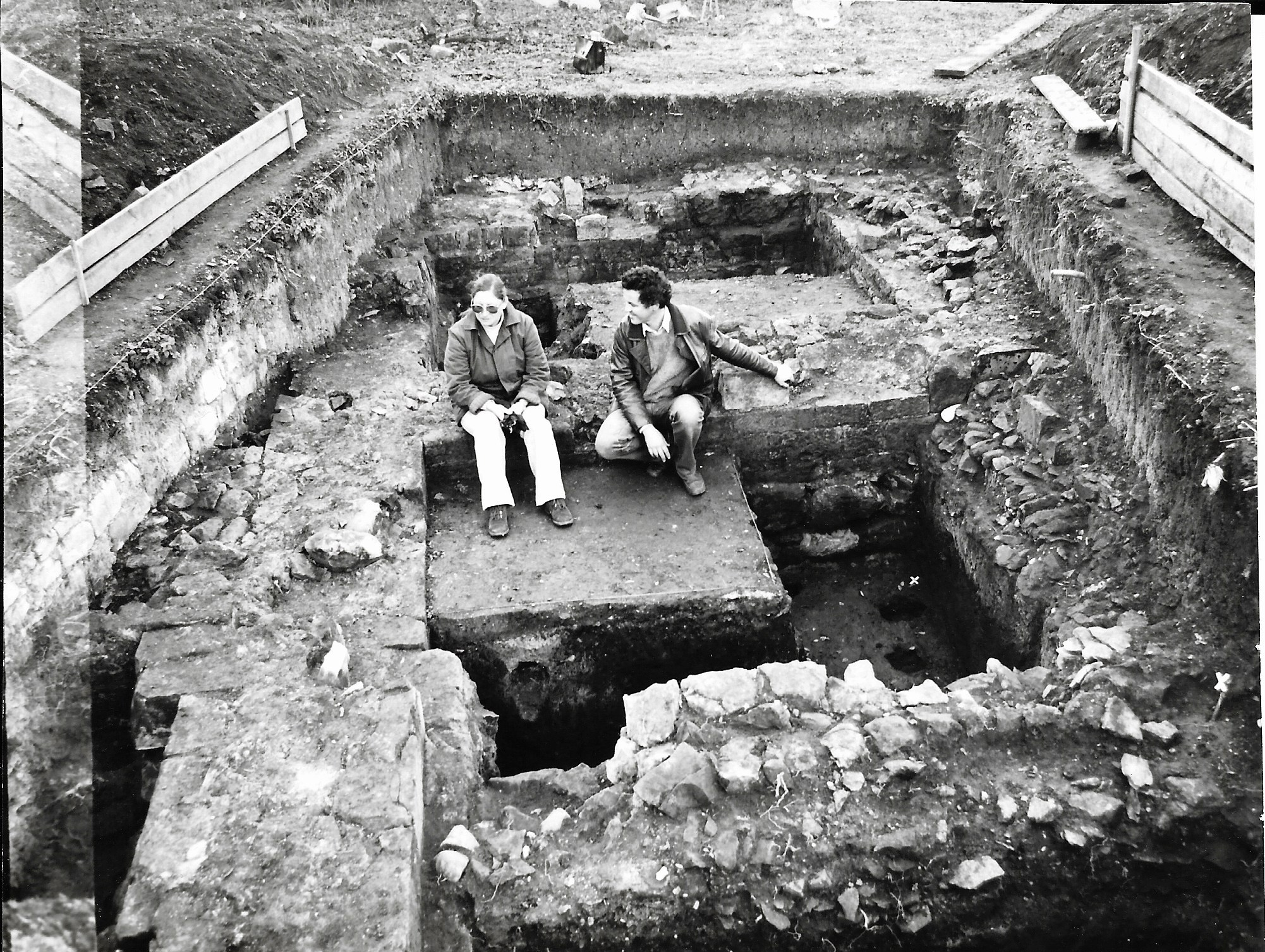
Fotografie dvou odkrytých místností kláštera při archeologickém výzkumu roku 1986